# Arthur P. Whitaker
Arthur P. Whitaker est un historien, professeur à l'université de Pennsylvanie, spécialiste de l'Amérique latine mais aussi de l'histoire des États-Unis, dont il a montré les dessous et les fragilités, en travaillant en particulier sur les frontières des empires espagnols et anglais à la charnière des XVIIe siècle et XVIIIe siècle.

## Biographie
Depuis les années 1932-1935, il fait partie des contestataires plusieurs thèses controversées, au même titre qu'Edmundo O'Gorman, partisans pour leur part de décrire la diversité des sentiments et des aspirations aux États-Unis, dans un pays moins uni, selon lui, que ne le veut la thèse d'un historien comme Pierre Chaunu, auquel il s'est opposé. Arthur P. Whitaker a tenté de démontrer que l'idée de l'unité américaine est plutôt une gêne qu'une aide pour l'historien qui veut s'en servir comme élément d'explication. Il fut choisi pour présenter un recueil de travaux américains au Congrès international des Sciences historiques de 1950, à Paris.